# Sheryl Johnson
Sheryl Johnson, née le 9 décembre 1957 à Palo Alto, est une joueuse de hockey sur gazon américaine.

## Carrière
Sheryl Johnson fait partie de l'équipe des États-Unis de hockey sur gazon féminin médaillée de bronze aux Jeux olympiques de 1984 à Los Angeles.